# Joseph Alfred Foulon

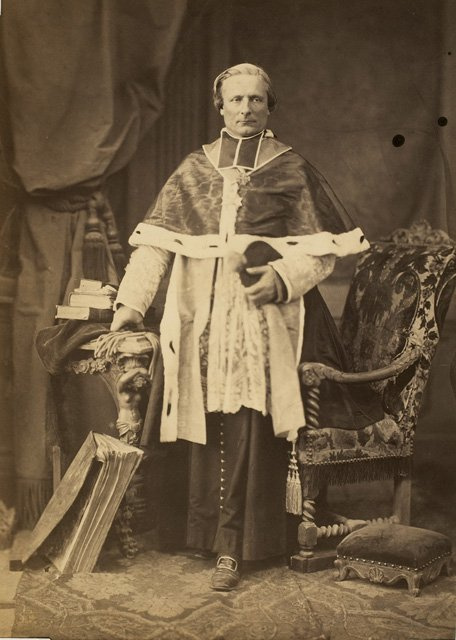
Joseph Foulon als Ehrendomherr der Kathedrale Notre-Dame de Paris, ca. 1863

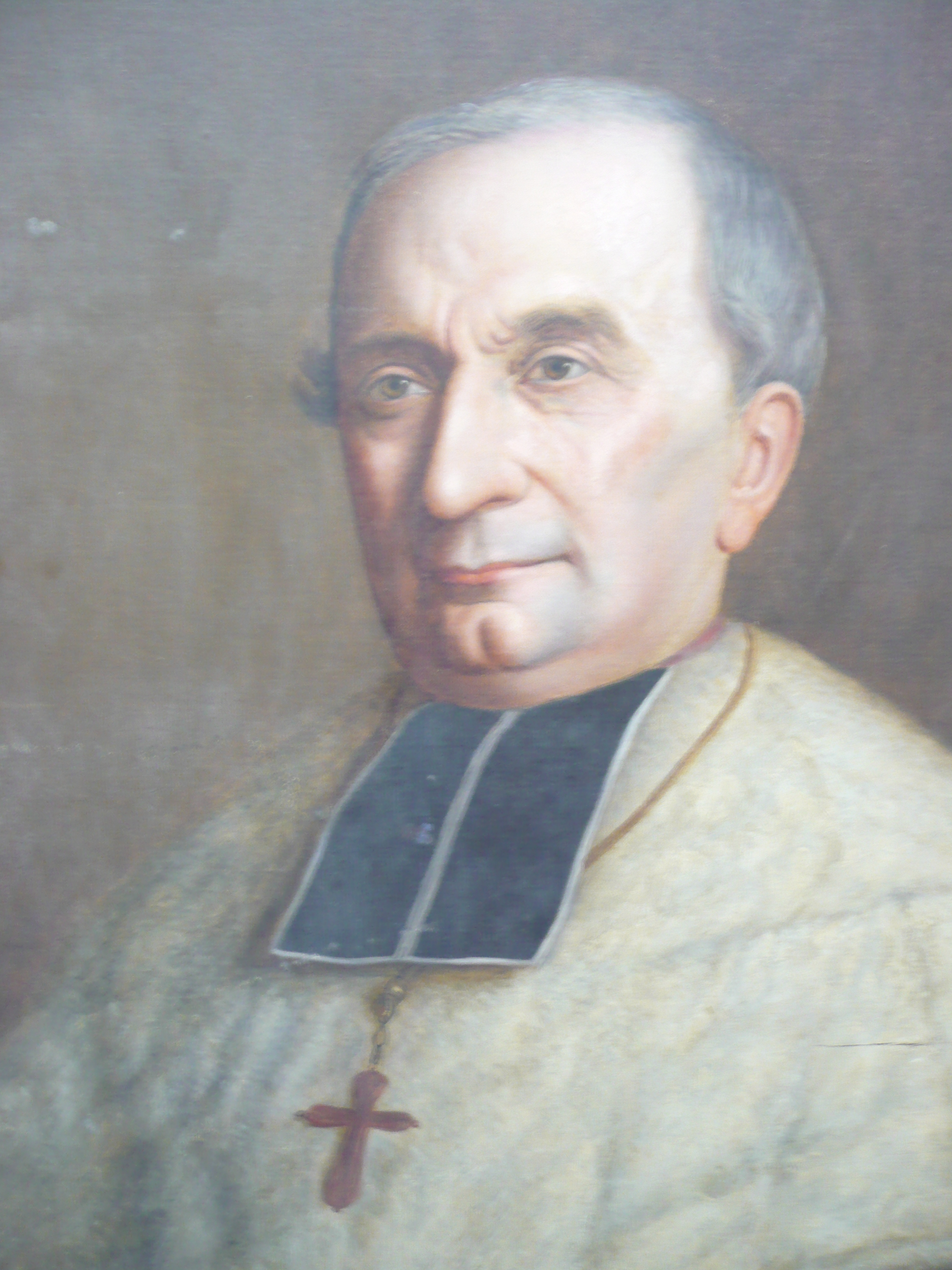
Foulon als Erzbischof von Besançon

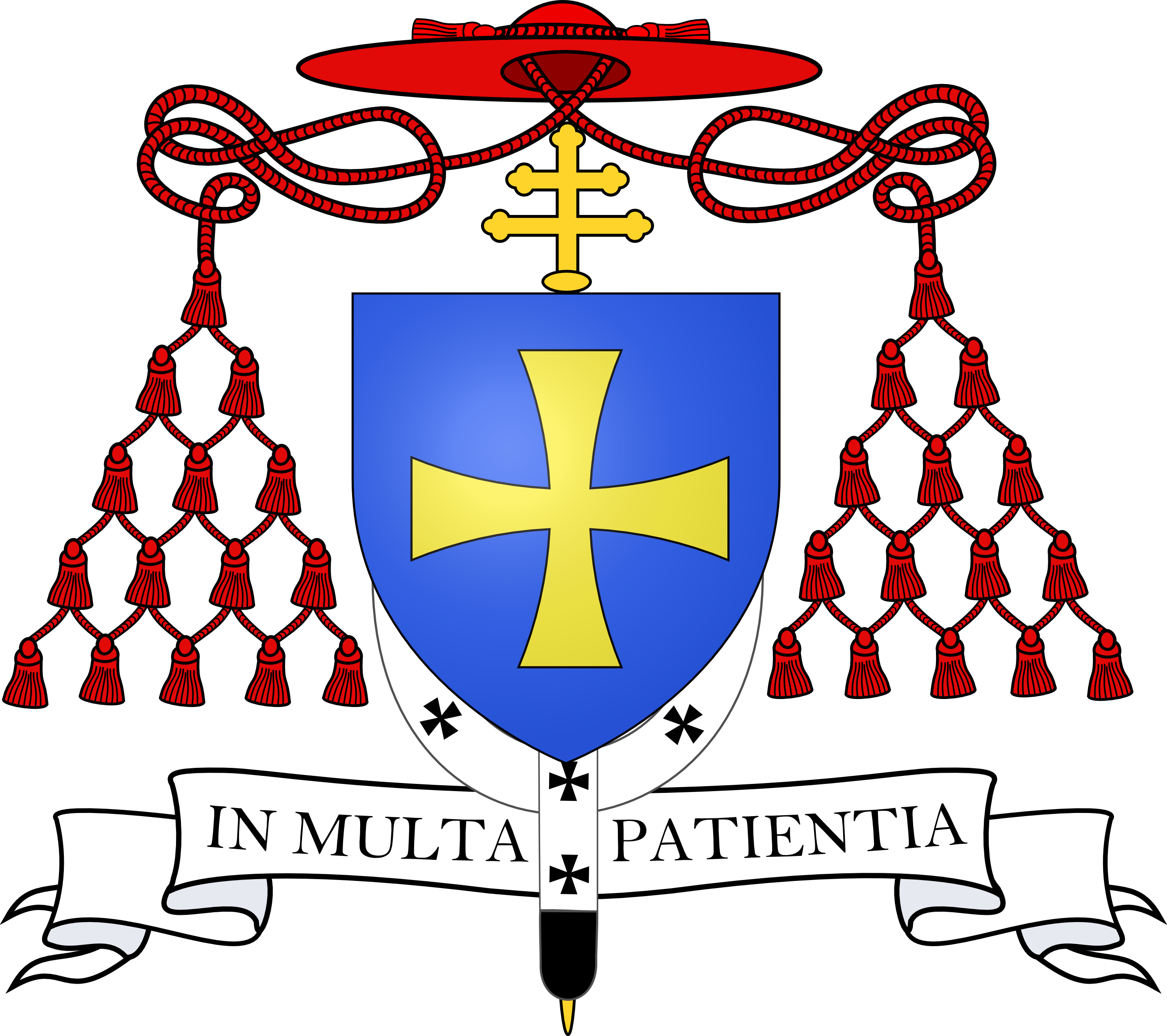
Kardinalswappen

Joseph Alfred Foulon (* 29. April 1823 in Paris; † 23. Januar 1893 in Lyon) war Erzbischof von Lyon und Kardinal.

## Leben und Wirken
Joseph Foulon wurde 1823 in Paris als Sohn eines Schneiders geboren, in der Pfarrei St. Eustache. Durch Vermittlung von Frédéric Ozanam kam er als Schüler an das von Abbé Félix Dupanloup geführte kleine Seminar von Saint-Nicolas du Chardonnet. Nach seiner theologischen Ausbildung am Priesterseminar St. Sulpice und am Karmelitenseminar in Paris, die er mit Auszeichnung absolvierte, und seinem gleichzeitigen Studium der klassischen Literatur an der Pariser Universität Sorbonne, wurde er am 18. Dezember 1847 in Paris zum Priester geweiht. Noch im selben Jahr zum Lehrer für klassische Literatur am Seminar Notre-Dame des Champs ernannt und drei Jahre später (1850) auch zum Lehrer der Rhetorik, lehrte er dort zwanzig Jahre lang. Von 1863 bis 1867 war er zudem Rektor des Seminars und Ehrendomherr an der Kathedrale Notre-Dame de Paris.

### Bischof von Nancy
Auf Vorschlag seines zum Erzbischof von Algier beförderten Vorgängers Charles Martial Lavigerie durch kaiserliches Dekret vom 12. Januar 1867 zum Bischof von Nancy ernannt, wurde Foulon am 27. März 1867 präkonisiert, erhielt am 1. Mai desselben Jahres in der Pfarrkirche seiner Heimatpfarrei St. Eustache aus der Hand Lavigeries die Bischofsweihe und wurde am 12. Mai feierlich in Nancy inthronisiert.
1869/70 nahm Foulon als Konzilsvater am Ersten Vatikanischen Konzil teil, wo er zu der Minderheit gehörte, die sich gegen die Definition der päpstlichen Unfehlbarkeit aussprach.
Wichtige religiöse Ereignisse während Foulons Amtszeit als Bischof von Nancy waren die Weihe der Diözese an das Hl. Herz Jesu am 3. Dezember 1871 und die Krönung der Statue Unserer Lieben Frau von Sion, die der Bischof am 10. September 1873 feierlich vornahm. 1874 ging dem an der Grenze zum Deutschen Reich gelegenen Bistum infolge der Gebietsveränderungen nach dem Deutsch-Französischen Krieg – der östliche Teil Lothringens war Teil des Deutschen Reichs geworden, nicht jedoch der westliche Teil um Nancy – ein Teil seiner Gemeinden verloren. Wenige Monate zuvor, am 25. April 1874, war Bischof Foulon von einem deutschen Gericht in Saverne (Zabern) in Abwesenheit zu zwei Monaten Festungshaft verurteilt worden, weil er in einem Hirtenbrief, der auch in den von den Deutschen annektierten Pfarreien verlesen wurde, den „unbeugsamen Hoffnungen“ (indomptables espérances) Frankreichs auf Revision der Annexion Elsaß-Lothringens Ausdruck verliehen hatte.
Durch Dekret des Präsidenten der Republik vom 22. März 1882 zum Erzbischof von Besançon befördert, wurde Bischof Foulon am 30. März präkonisiert, behielt aber als Apostolischer Delegat noch bis zur Einsetzung seines Nachfolgers Turinaz die Leitung der Diözese Nancy.

### Erzbischof von Besançon
Wenige Tage nach der Ernennung Bischof Foulons zum Erzbischof von Besançon trat das laizistische französische Schulgesetz vom 28. März 1882 in Kraft, das den Religionsunterricht an öffentlichen Schulen untersagte und die geistliche Schulaufsicht aufhob. Der neue Erzbischof hatte alle Hände voll zu tun, die sich für die konfessionellen Schulen daraus ergebenden Einschränkungen umzusetzen, den Schulbetrieb aufrechtzuerhalten und Freischulen einzurichten. Er widmete sich außerdem den Seminaren, der Erarbeitung eines neuen Katechismus und mehreren anderen Regularien in Bezug auf Studien und Kirchenkonferenzen. Als ehemaliger Schüler des Karmelitenseminars in Paris (École des Carmes) fühlte er sich berufen, dem Priesterseminar eine höhere Schule anzufügen, die aber genauso wenig Bestand hatte, wie die von einem seiner Vorgänger, dem Kardinal Rohan, gegründete.

### Erzbischof von Lyon, Primas von Gallien, Kardinal
Am 23. März 1887 vom Präsidenten auf den Erzbischofsstuhl von Lyon versetzt und am 26. April 1887 vom Papst präkonisiert, wechselte Erzbischof Foulon nach Lyon und trug nun auch den mit diesem Erzbischofsstuhl verbundenen Ehrentitel eines Primas von Gallien.
Im Konsistorium vom 24. Mai 1889 wurde Foulon durch Papst Leo XIII. in das Kardinalskollegium aufgenommen, darauf erhielt Foulon dem Brauch der Zeit entsprechend am 27. Mai in seinem Bischofspalast den roten Pileolus (Scheitelkäppchen), am 11. Juni in der Kapelle des Élysée-Palastes aus der Hand des Präsidenten der Republik, Sadi Carnot, das rote Birett und am 30. Dezember in Rom den Kardinalshut sowie seine Ernennung zum Kardinalpriester mit der Titelkirche Sant’Eusebio Am 4. Januar 1890 nahm er seine Titelkirche in Besitz.
Am 1. Mai 1890 eröffnete Kardinal Foulon die noch von Baugerüsten eingekleidete neue Basilika Notre-Dame de Fourvière in Lyon, als Hommage an die Gottesmutter und die Bevölkerung von Lyon, und feierte die erste Messe darin.

### Tod
Kardinal Foulon starb am 23. Januar 1893. Er wurde in der Kathedrale von Lyon beigesetzt, in derselben Gruft wie sein auf den Tag genau sechs Jahre zuvor verstorbener Vorgänger Caverot. Sein Herz wurde in der Kapelle des Seminars Notre-Dame des Champs bestattet.